# Allosyncarpia ternata
Allosyncarpia ternata är en myrtenväxtart som beskrevs av Stanley Thatcher Blake. Allosyncarpia ternata ingår i släktet Allosyncarpia och familjen myrtenväxter. Inga underarter finns listade i Catalogue of Life.